# Il Grande Splash
Il Grande Splash è un arco narrativo a fumetti pubblicato in Italia nel 1999 sulla rivista Topolino, scritta e disegnata da Silvia Ziche.

## Storia editoriale
La storia, una delle più rappresentative dell'autrice, è divisa in numerosi episodi di breve durata, riprendendo la struttura già adottata con successo in altre due precedenti opere della disegnatrice veneta (Il papero del mistero e Topokolossal). Come queste due storie, Il Grande Splash è una parodia di un genere narrativo, in questo caso il giallo. I singoli episodi, nei quali ogni personaggio dà la propria versione degli avvenimenti, si sviluppano a loro volta ciascuno in un diverso genere, presentando spesso situazioni al limite del nonsense.
Il Grande Splash è stata originariamente pubblicata sui numeri dal 2253 al 2267 di Topolino. Nel 2013 è stata ristampata sul numero 63 della serie Speciale Disney. La storia è stata pubblicata anche in Germania, Finlandia e, nel 2000, in Grecia, sui numeri dal 1797 al 1810 della testata Μίκυ Μάους. Successivamente è stata ristampata su Μεγάλα Σήριαλ n. 3 nel 2004.

## Trama
Prima puntata: Una notte, un ladro, con un cappotto rosso e un cappello giallo, cade in una pozzanghera e si dà il nome di Grande Splash. Dopo aver trovato una mappa, telefona rivelando una strana parola d'ordine, ma poco dopo è rapito da due sgherri vestiti come lui. La stessa notte, amici e nemici di Paperon de Paperoni vengono convocati (o meglio, letteralmente buttati in scena) con urgenza e scappano nel deposito a causa della pioggia. Una volta lì, i paperi si accorgono che accanto al deposito è nata una sequoia obesa a crescita istantanea. Nonno Bassotto spiega come il misterioso Grande Splash abbia rapinato Zio Paperone nascondendo il denaro in una smagliatura spazio-temporale. Il racconto sembra assai inverosimile, ma, dopo aver scoperto il furto, vengono chiamati allora i detective Lawrence Law e Randy Random per scoprire chi è questo Grande Splash. Iniziano così gli interrogatori.
Seconda puntata: Nonna Papera sostiene che il Grande Splash è un alieno dall'animo buonissimo, e che abbia rapinato Zio Paperone solo perché voleva che lui ritrovasse i veri valori della vita. Al contrario, Rockerduck sostiene che il Grande Splash sia la persona più cattiva del mondo e abbia rapinato Zio Paperone solo per dispetto.
Terza puntata: lo scienziato Duckenstein e suo nipote hanno instillato nelle menti di un matematico, di una bella biologa e di un lottatore di sumo il gene del crimine. Duckenstein, il cui pseudonimo è Grande Splash, vorrebbe andare a Paperopoli per conquistare il cuore di Brigitta, il cui racconto provoca una profonda derisione.
Quarta puntata: Ciccio spiega che il Grande Splash gli avrebbe chiesto di cucinare un enorme bignè killer perché così sarebbe diventato il fornitore ufficiale di bignè di tutto il mondo. Intanto Paperina dispensa pillole di effervescente saggezza leggendo a tutti quanti il manuale di sopravvivenza dello scrittore Stiven Ping La settima profezia di Azzurrognolo.
Quinta puntata: Paperoga pensa che i detective Law e Random siano gli artefici del furto al deposito di Zio Paperone. I poliziotti, nel cercare lavoro, si sarebbero imbattuti in Amelia che avrebbe ordinato loro di rubare la Numero Uno e in cambio avrebbero avuto come ricompensa tutto il denaro di Zio Paperone che Amelia ha fatto diventare invisibile grazie ad un incantesimo.
Naturalmente nessuno crede alla storia di Paperoga.
Sesta puntata: La strega che ammalia racconta la sua versione: lancia un sortilegio a Paperoga, che diventa un impenitente gaffeur, ed egli per vendicarsi cerca di rapinare il deposito, venendo però portato via dagli sgherri dello Splash.
Settima puntata: Gastone, nelle vesti di Gaston Uillis (una versione più grande e forzuta di sé stesso), ritiene che tutto il resto del parentado abbia rapinato il deposito, e quindi egli essendo il solo innocente abbia diritto a essere il solo erede, ma la sua versione non è ben vista dal resto dei paperi che ha trattato "da fessi".
Ottava puntata: Partendo dalla sequoia, Pico de Paperis racconta di come un certo Paddy O'Connought, travolto dalla cupidigia della corsa all'oro nello Yukon, sia stato trasformato in arbusto dallo gnomo Gramigno, il quale sotto forma di Splash avrebbe fatto crescere sequoie come monito per le persone troppo ricche. Dopo questo racconto, arriva una lettera scritta di pugno dal Grande Splash.
Nona puntata: Filo Sganga si inventa una dimensione parallela nella quale lui è ricco e Paperone è l'autore del furto.
Decima puntata: Paperino ha l'idea di far creare ad Archimede una macchina che materializzi il Grande Splash, ma i risultati sono catastrofici.
Undicesima puntata: Archimede costringe Paperino a tenersi in casa i cloni dello Splash, ma si scopre che era un incubo al quale lo stesso sfortunato papero cerca di rispondere con una rapina.
Dodicesima puntata: per Qui, Quo, Qua, il Grande Splash era un ingegnere-biologo-violinista che con le sue conoscenze crea una mega-robot che distrugge Paperopoli, ma mentre tenta l'assalto al deposito deve vedersela con Paperinik.
Tredicesima puntata: Nella sfida tra il robot e il supereroe giunge in soccorso Super Random. Questo racconto degenera in quanto tutti i paperi inventano strane armi, tra cui un simil-Tamagotchi a cui il robot non resiste. Alla fine del racconto, uno stupore pervade tutti.
Quattordicesima puntata: Da una finestra del deposito, compare il Grande Splash: è Stiven Ping, che, andato in crisi dopo il successo del primo libro, ha prima inviato una trama poliziesca alla Stomp Edizioni, e poi decise di trasportarla nella realtà ispirandosi alla papernovela, e raccontando molto dettagliatamente il furto, compiuto dai Bassotti. Essi però scappano sulla sequoia con il valsente, e nel mentre Zio Paperone si ricorda che la Stomp è di sua proprietà, costringendo Ping a scrivere la detective story fin qui dipanata. Sembra finita, ma lo scrittore riesce agilmente a salire sulla sequoia, dove viene mandato Paperino per tentare di recuperare il denaro; dopo che Nonno Bassotto rivela che Ping è in realtà uno di loro, egli ci riesce tirando il maniglione d'emergenza. Il finto Ping allora rivela di aver perso un'incredibile fortuna. C'è però un ultimo colpo di scena. Dopo il recupero, il detective e i paperi si congedano, ma Paperone trattiene Paperino perché reo di non aver recuperato cinque dollari, e lo costringe a prendere il posto di Ping per scrivere la storia.